# Нострифікація
Нострифікація (від нім. Nostrifikation, від лат. noster — наш і лат. facere — робити) — процедура визнання іноземних документів про освіту, тобто згоду відповідних органів державної влади на наявність законної сили цих документів на території держави.
Здійснюється шляхом встановлення відповідності академічних, професійних прав та освітніх, освітньо-кваліфікаційних рівнів іноземних документів про освіту (кваліфікацій) державним стандартам освіти України з метою забезпечення прав громадян, які здобули освіту в іноземних державах, на продовження освіти та професійну діяльність в Україні і здійснюється в індивідуальному порядку.

Рішення про нострифікацію в Україні ухвалює Міністерство освіти і науки, молоді та спорту України. Унаслідок здійснення нострифікації видається довідка про визнання еквівалентності.

## Процедура нострифікації
Процедура нострифікації включає наступні етапи:
- Підготовка документів для нострифікації;
- Подача документів до Міністерства освіти і науки, молоді та спорту України;
- Експертний аналіз;
- Підготовка експертного висновку про визнання документів;
- Видача довідки з викладенням рішення про еквівалентність.

## Документи для нострифікації
Для здійснення нострифікації необхідні наступні документи:
- Заява на здійснення процедури визнання;
- Оригінали документів (з Апостилем або легалізовані відповідно до законодавчих норм країни, в якій видано документ);
- Нотаріально завірені переклади документів про освіту з одночасним засвідченням нотаріальних копій.
- Копії документів про попередню освіту;
- Копія документа, що посвідчує особу власника документів;
- Архівна довідка з навчального закладу в якому було отримано освіту (при можливості) та її нотаріальна копія;
- Ідентифікаційний код власника документа.
- Особам, які отримали запрошення на навчання від ВНЗ України, необхідно надати копію даного запрошення.

Після підготовки і подачі пакета документів на нострифікацію Міністерство може ухвалити рішення про повне або часткове визнання еквівалентності документів або про відмову у визнанні еквівалентності документів про освіту.